# Assassinat de Qassem Soleimani
Cette page se comprend mieux après la lecture de Crise américano-iranienne de 2019-2020.
Crise américano-iranienne de 2019-2020
Batailles
m
- 1er Incident du golfe d'Oman
- 2e Incident du golfe d'Oman
- Destruction d'un drone américain
- Attaque de la base aérienne K-1
- Attaque contre l'ambassade des États-Unis à Bagdad
- Assassinat de Qassem Soleimani
- Opération Martyr Soleimani
- Destruction du Vol PS752
- Attaques d'Erbil

- Attaque de la Tour 22
- Bombardements américains du 3 février 2024 en Irak et en Syrie

L'assassinat de Qassem Soleimani, général iranien, a eu lieu le 3 janvier 2020 par l'armée américaine sur l'aéroport international de Bagdad. Un drone MQ-9 Reaper prend pour cible un convoi où ont pris place Qassem Soleimani et le chef des Kataeb Hezbollah, Abou Mehdi al-Mouhandis, venu l'accueillir. Tous deux sont tués ainsi que plusieurs autres officiers iraniens et miliciens irakiens.
Cet assassinat constitue l'un des épisodes de la crise qui oppose les États-Unis et l'Iran depuis la fin décembre 2019. Il entraîne des représailles iraniennes, l'opération Martyr Soleimani.

## Prélude
Selon l'agence Thomson Reuters, à la mi-octobre 2019, lors d'une réunion à Bagdad, alors que l'Irak commence à être en proie à d'importantes manifestations antigouvernementales, le général iranien Qassem Soleimani, commandant en chef de la Force Al-Qods, les forces spéciales du Corps des Gardiens de la révolution islamique, aurait donné pour instruction aux milices chiites de mener des attaques sur des cibles américaines afin de provoquer des ripostes de la part de Washington dans le but de faire tourner la colère des Irakiens vers les États-Unis. Il aurait donné également l’ordre aux Gardiens de la Révolution de transférer des roquettes Katioucha et des missiles sol-air portatifs aux Kataeb Hezbollah, qui sont chargées de coordonner ces attaques.
En novembre et décembre 2019, une dizaine d'attaques frappent des cibles américaines. Ces actions, non revendiquées, sont imputées par les Américains aux milices pro-iraniennes. Elles font un mort et plusieurs blessés dans les rangs de l'armée irakienne et provoquent des dégâts matériels jusqu'aux abords de l'ambassade américaine. Le 27 décembre 2019, 36 roquettes s'abattent sur la base K1 à Kirkouk, où sont présents des militaires américains. Un sous-traitant américain est tué dans l'attaque. Le 29 décembre, les États-Unis ripostent en bombardant cinq sites tenus par les Kataeb Hezbollah, dont trois dans l'ouest de l'Irak et deux dans l'est de la Syrie, tuant au moins 25 combattants de la milice et faisant 51 blessés,,. Le 31 décembre, des milliers de miliciens et de partisans des Kataeb Hezbollah pénètrent dans l’enceinte de l’ambassade des États-Unis à Bagdad. Le 1er janvier 2020, le président américain Donald Trump menace l'Iran, affirmant tenir le pays pleinement responsable des précédentes attaques.

## Déroulement
Dans la nuit du 2 au 3 janvier 2020, Abou Mehdi al-Mouhandis, chef des Kataeb Hezbollah et chef de la branche militaire des Hachd al-Chaabi, vient accueillir à l'aéroport international de Bagdad le général iranien Qassem Soleimani arrivé de Damas, en Syrie,,. Les deux hommes, ainsi que des miliciens du Hachd et d'autres officiers des Gardiens de la Révolution, prennent alors place dans deux véhicules blindés,,.
Selon l'agence Reuters, des informateurs dans les aéroports de Damas et Bagdad avertissent les Américains. Peu après minuit, un drone MQ-9 Reaper mène une frappe aérienne contre le convoi, tuant Soleimani, al-Mouhandis et plusieurs autres officiers iraniens et miliciens irakiens,.
L'AFP indique que selon un haut responsable américain du ministère de la Défense, l'opération a été précipitée par le hasard : Soleimani « est arrivé à l'aéroport et nous avons eu une opportunité. Sur la base des instructions du président, nous l'avons saisie ». Un responsable local interrogé par l'AFP déclare pour sa part qu’al-Mouhandis « était venu chercher Kassem Soleimani à l’aéroport, ce qui d’habitude n’arrive pas ». Pour Michael Knights, chercheur au Washington Institute for Near East Policy: « Soleimani était très facilement atteignable. Il était à l’aéroport de Bagdad et s’est exposé aux systèmes de surveillance américains de reconnaissance faciale. Ils ont ainsi pu l’identifier et le frapper en trente secondes. C’est très rare d’avoir ce genre d’opportunité. Et de l’avoir au moment précis où ils envisageaient de le viser ».
L'attaque est revendiquée par les États-Unis et le département de la Défense des États-Unis annonce que l'ordre d'éliminer Qassem Soleimani a été donné par le président Donald Trump,.

## Pertes

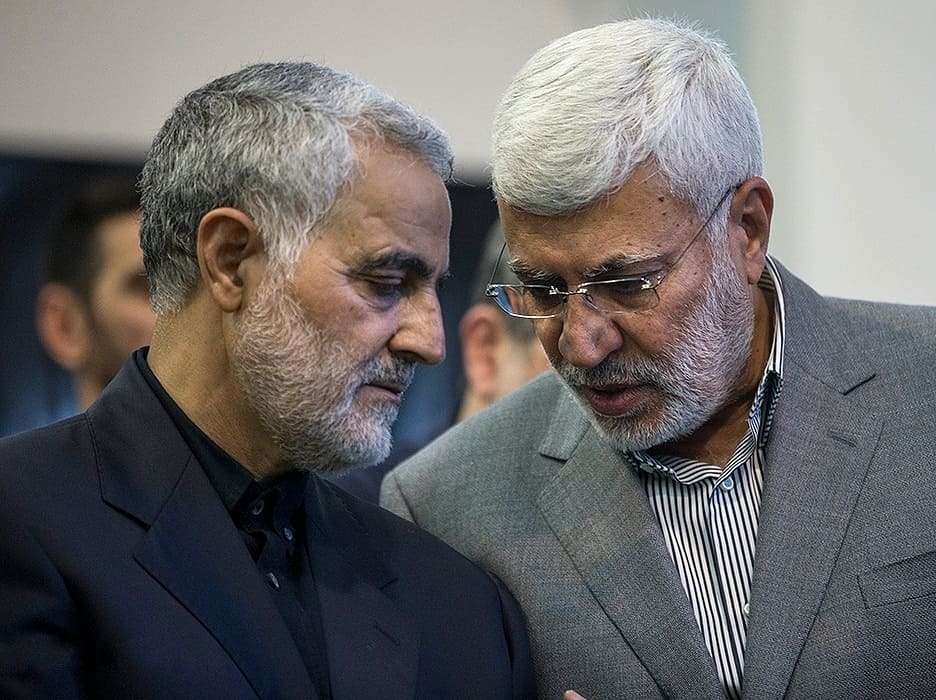
Qassem Soleimani et Abou Mehdi al-Mouhandis en 2017.

Iraj Masjedi, l'ambassadeur de l'Iran en Irak, annonce que les frappes américaines ont visé deux véhicules et tué leurs dix occupants. Parmi ces dix morts figurent cinq officiers du corps des Gardiens de la révolution islamique et cinq membres des Hachd al-Chaabi.
L'AFP donne pour sa part un bilan d'au moins neuf morts, selon des responsables des services de sécurité irakiens.

## Légalité
La légalité de cette opération est directement mise en cause, qu’il s’agisse de la conformité aux lois internationales (pas d’accord du pays hôte, pas de légitime défense, pas d’accord de l’ONU, pas d’urgence, attaque ciblée sur un représentant d’un État), mais aussi au fonctionnement interne des États-Unis (pas d’approbation du Congrès, attaque sur un dignitaire officiel d’un État). Agnès Callamard, rapporteure spéciale sur les exécutions extrajudiciaires au Haut-Commissariat des Nations unies aux droits de l'homme, considère que l’assassinat « est très probablement illégal et viole les règles du droit international humanitaire »,,,.

## Réactions

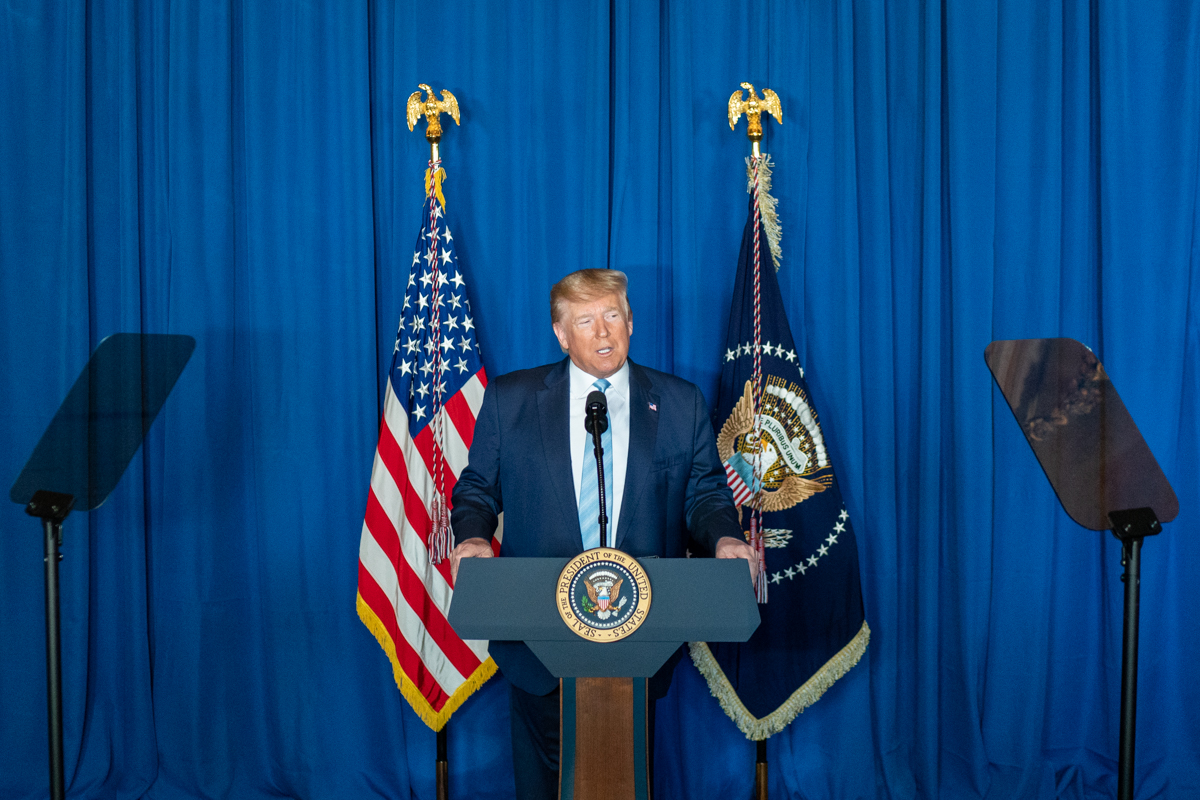
Le président américain Donald Trump, à Mar-a-Lago, le 3 janvier 2020.

Aux États-Unis, l'attaque est globalement saluée par le Parti républicain, mais est condamnée du côté du Parti démocrate qui craint l'escalade avec l'Iran,. Washington annonce également le déploiement de 3 000 à 3 500 hommes en renfort au Moyen-Orient et l'ambassade américaine à Bagdad appelle ses ressortissants à quitter « immédiatement » l'Irak. Le secrétaire à la Défense des États-Unis, Mark Esper, déclare dans un communiqué que « le général Soleimani élaborait activement des plans pour attaquer les diplomates et militaires américains en Irak et dans toute la région » et qu’il était responsable « de la mort de centaines de membres des forces armées américaines et de la coalition et de milliers de blessés » depuis 2003. Le président américain Donald Trump déclare pour sa part le 3 janvier à Mar-a-Lago : « Soleimani préparait des attaques imminentes et malveillantes contre des diplomates et du personnel militaire américains, mais nous l’avons pris en flagrant délit et nous l’avons éliminé. Sous ma direction, la politique américaine est sans ambiguïté face aux terroristes qui nuisent ou ont l’intention de nuire à un Américain. Nous vous retrouverons ; nous vous éliminerons. Nous protégerons toujours nos diplomates, nos militaires, tous les Américains et nos alliés. […] Soleimani a perpétré des actes de terreur pour déstabiliser le Moyen-Orient depuis vingt ans. Ce que les États-Unis ont fait aurait dû être fait depuis longtemps. Beaucoup de vies auraient été sauvées. […] Nous avons pris des mesures […] pour arrêter une guerre, pas pour en déclencher une. […] Cependant, l’agression du régime iranien dans la région, y compris le recours à des combattants par procuration pour déstabiliser ses voisins, doit cesser, et elle doit cesser maintenant ».

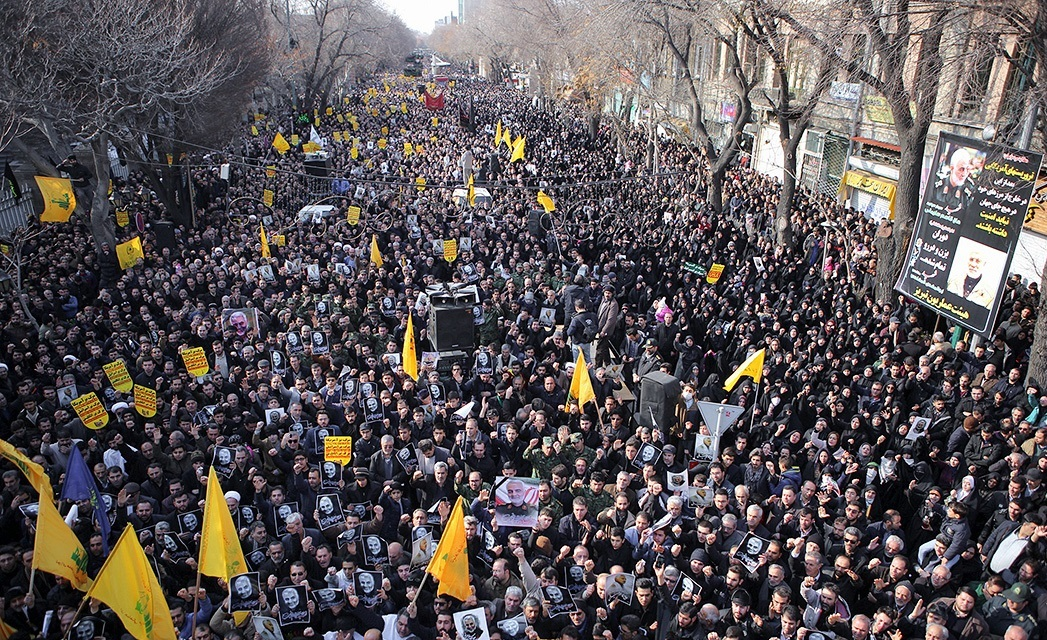
Des manifestants en Iran le 3 janvier 2020.

En Iran, les responsables politiques promettent une « vengeance »,. La mort de Soleimani est condamnée par toutes les factions,. Le Guide de la Révolution, l'ayatollah Ali Khamenei, déclare le 3 janvier : « Le martyre est la récompense de son inlassable travail durant toutes ces années […]. Si Dieu le veut, son œuvre et son chemin ne s'arrêteront pas là, et une vengeance implacable attend les criminels qui ont empli leurs mains de son sang et de celui des autres martyrs »,. Il décrète trois jours de deuil national. Le président Hassan Rohani déclare : « Il n’y a aucun doute sur le fait que la grande nation d’Iran et les autres nations libres de la région prendront leur revanche sur l’Amérique criminelle pour cet horrible meurtre ». Le Conseil suprême de sécurité nationale promet également qu'elle vengera « au bon endroit et au bon moment » le général Soleimani et que « L'Amérique doit savoir que son attaque criminelle […] a été la plus grave erreur du pays ». Des milliers de personnes manifestent à Téhéran le 3 janvier en brandissant des portraits de Qassem Soleimani et en scandant « Mort à l'Amérique ! ».
En Irak, le parlement irakien réclame l'expulsion des forces américaines, le Premier ministre démissionnaire Adel Abdel-Mehdi condamne « une agression contre l'Irak, son État, son gouvernement et son peuple » et estime que le raid va « déclencher une guerre dévastatrice en Irak ». Moqtada al-Sadr annonce qu'il réactive l'Armée du Mahdi. Hadi al-Ameri, le chef de l'Organisation Badr, et Qais al-Khazali, chef d'Asaïb Ahl al-Haq, promettent également des représailles. L'ayatollah Ali al-Sistani condamne le raid américain, mais il appelle « les parties concernées à se comporter avec retenue et à agir avec sagesse »,. La mort de Qassem Soleimani est accueillie avec joie par des manifestants anti-gouvernementaux. Nombre d'entre-eux dénoncent à la fois l'Iran et les États-Unis,. Le samedi 4 janvier, des milliers de personnes défilent en cortège dans la capitale irakienne autour des cercueils du général iranien Qassem Soleimani et d’al-Mouhandis, scandant « Mort à l’Amérique ! » et « Vengeance pour Abou Mehdi Al-Mouhandis ! » . Le 5 janvier, à Bassorah et Nassiriya, des manifestants bloquent le passage de cortèges funéraires symboliques en hommage à Soleimani et al-Mouhandis, ce qui provoque des affrontements.
Au Liban, le secrétaire général du Hezbollah, Hassan Nasrallah, déclare qu'« apporter le juste châtiment aux assassins criminels […] sera la responsabilité et la tâche de tous les résistants et combattants à travers le monde entier »,. Au Yémen, les Houthis réclament des « représailles directes et rapides ». La mort de Soleimani est en revanche célébrée en Syrie dans les zones tenues par les rebelles,.
Le secrétaire général des Nations unies António Guterres appelle « les dirigeants à faire preuve du maximum de retenue » ajoutant que « le monde ne peut se permettre une nouvelle guerre dans le Golfe ». La Chine,, l'Arabie saoudite, les Émirats arabes unis, la France, le Royaume-Uni, l'Allemagne, le Canada, le Japon et l'Union européenne appellent les acteurs impliqués à la retenue et à éviter une escalade. La Russie, la Syrie, et le Liban condamnent le raid américain. Israël s'abstient pour sa part de se réjouir ouvertement de la mort de Soleimani, par crainte de se retrouver en première ligne en cas de représailles iraniennes. Les pays du Golfe jouent également l'apaisement.
Le 4 janvier, des dizaines de milliers de personnes, dont le Premier ministre Adel Abdel-Mehdi et des chefs du Hachd al-Chaabi, assistent aux obsèques.
Le 5 janvier, le Parlement irakien vote une résolution demandant au gouvernement de mettre fin à la présence des troupes étrangères en Irak, en commençant par retirer sa demande d'aide adressée à la communauté internationale, qui avait abouti à la formation de la coalition internationale contre l'État islamique,. Cependant la résolution est symbolique et non contraignante, et le gouvernement démissionnaire d'Adel Abdel-Mehdi n'a pas la légitimité constitutionnelle pour renégocier les accords diplomatiques qui encadrent depuis 2014 la présence des forces de la coalition. Le gouvernement porte également plainte contre les États-Unis auprès de l'ONU pour la violation de sa souveraineté.
Entre le 5 et 7 janvier, à Téhéran, Ahvaz, Mechhed, Qom et Kerman, le passage du cortège funèbre de Qassem Soleimani est accueilli par d'immenses foules,. Des rassemblements ont également lieu à Bagdad, Beyrouth et Sanaa.

## Justice
Les autorités iraniennes ont annoncé, mardi 9 juin 2020, qu'elles s'apprêtaient à exécuter un citoyen iranien, après que sa condamnation à mort a été confirmée par la Cour suprême, accusé d'avoir fourni des informations à la CIA et au Mossad sur la Force Al-Qods et les déplacements du général Soleimani, qui ont permis son assassinat.

## Conséquences
En juin 2020, le journaliste à L'Orient-Le Jour Anthony Samrani écrit : « Il est plus facile de le dire après coup. Mais force est de constater, six mois après l’élimination du général iranien Kassem Soleimani, que les Américains ont réussi leur pari. L’assassinat du personnage le plus charismatique de la République islamique n’a provoqué ni guerre ni sérieuses représailles. Mieux encore pour Washington, les Iraniens ont baissé d’un ton même s’ils continuent de bomber le torse. Dans l’absolu, la perte de Soleimani n’a pas changé la donne côté iranien, même si elle a bousculé tout l’appareil militaro-sécuritaire. L’homme est irremplaçable, mais la mission de la force al-Qods reste la même : préserver les intérêts iraniens et développer son influence dans la région. Téhéran ne va pas laisser tomber du jour au lendemain des décennies de travail minutieux pour tisser sa toile dans le Moyen-Orient arabe. Mais il semble considérer qu’il est préférable, pour le moment, d’avoir une approche plus diplomatique et moins frontale ».